# Sello Cazador
Sello Cazador es un sello discográfico independiente de Santiago de Chile fundado por Diego Sepúlveda Porzio. Los años de funcionamiento del sello se dividen en dos periodos, la primera generación funcionó entre los años 2008 y 2012 mientras que la segunda generación lo hace desde el año 2016 hasta la actualidad.
El 29 de febrero de 2016 se dio a conocer el nuevo catálogo del sello Cazador el cual está compuesto por Artistas como Círculo Polar, Tus Amigos Nuevos, Bronko Yotte, Martina Lluvias y Dolorio & los Tunantes, el show de regreso se llevó a cabo el 27 de marzo en el Centro el Cerro con la participación de las nuevas bandas del catálogo y la expectación por parte del público.

## Primera Generación (2008 - 2012)
Sello Cazador fue fundado el 31 de enero de 2008 en Santiago de Chile por Diego Sepúlveda Porzio entonces mánager de Fother Muckers y el vocalista de la misma banda, Cristóbal Briceño y Javiera Naranjo, quien además desarrolló el concepto del arte la primera etapa del sello. Su primera producción fue Ándate cabrita el debut de Los mil jinetes con un tiraje de 20 copias en formato CD-R con artwork artesanal, a la que sucederían 100 copias en formato CD-R de corte industrial. El origen de sello Cazador, según ha manifestado Sepúlveda en varias entrevistas, se debió a la frustración que Briceño y él sintieron luego de publicar el primer trabajo de Fother Muckers, No soy uno a través del sello Escarabajo, firmando también un abusivo contrato de publishing con la subsidiaria de EMI en Chile. 
Fue Cristóbal Briceño quien incentivó a Sepúlveda a retomar la vieja idea de crear un sello discográfico en sociedad para publicar el primer trabajo de Los mil jinetes. Originalmente el nombre del sello sería "Indieana Récords", tomado del programa de radio, Indieana Rocks, que Sepúlveda mantuvo durante 2006 junto a Elías Rostión en la radio universitaria de la Facultad de Comunicaciones de la Universidad Católica. No obstante, Briceño sugirió repensar el nombre. Cazador vino luego de que Diego Sepúlveda se encontrara con un libro de Hunter S. Thompson en la casa de sus abuelos paternos.
En 2009 Naranjo, Sepúlveda y la banda Fother Muckers se mudan a San Carlos, en la región del Bío Bío en Chile con tal de conquistar nuevos territorios para la banda. El mismo año, Sepúlveda invita a La Reina Morsa y sugerido por Briceño a Usuales y Los Sudacas. En agosto del mismo año, Sepúlveda decide regresar de San Carlos a Santiago, en donde conoce a Protistas a quienes invitar a formar parte del sello. Meses después, en enero de 2010, se reúne con TV Gamma, quienes dejan el sello Neurotyka para editar su primer LP con Cazador. 2010 fue un año de expansión para Sello Cazador. En agosto de ese año editaron un nuevo disco cada semana del mes, acompañado de una gira nacional de Fother Muckers. Al trabajo del sello también se sumó Rossana Santoni como codirectora y diseñadora de la estrategia digital y Cristóbal Bley como jefe de prensa.
El octubre del mismo año Cazador fichaba a una de las bandas que elevaría su audiencia en Latinoamérica, Dënver quienes estaban por editar "Música, gramática, gimnasia", el disco fue presentado a varios sellos, pero solo Cazador estuvo interesado en el material. En el mismo mes Fother Muckers decide retirarse de Sello Cazador por diferencias con Diego Sepúlveda. La relación de la banda y el mánager, jamás vuelve a ser fluida y eventualmente, en 2012, también Los Mil Jinetes dejan el sello. Esto último detona la decisión de cerrar Sello Cazador en octubre de 2012. En entrevistas posteriores, Sepúlveda ha manifestado que su trabajo con las bandas de Cazador había llegado a un límite en el que sentía que no podía aportar mucho más a su crecimiento debido a la estructura que mantenía el sello.
Sello Cazador se despidió el 23 de noviembre en un concierto en el que se presentó en vivo "Hijos del Hombre", el segundo LP de La Reina Morsa. El concierto también contó la participación de Dënver y Los Mil Jinetes.

## Hiato
El 3 de febrero de 2014 apareció un anuncio en las redes sociales del sello en el que se informa que desde el día 22 del mismo mes, el catálogo completo de Cazador estaría disponible en plataformas digitales, lo que mantuvo activo el catálogo en nuevas plataformas.
Posteriormente en noviembre de 2015 y luego de años de inactividad en Cazador, Diego Sepúlveda decide amparar todos los proyectos que venía gestando bajo un mismo abanico.

## Segunda Generación (2016 - Presente)
El 31 de enero de 2016 y luego de 4 años de inactividad, apareció en las redes del Sello un teaser con el anuncio del regreso de Cazador, el video de 15 segundos llevaba por título  “27.03.2016” y en el aparecía el siguiente mensaje: “Está lo viejo, está lo nuevo y está Cazador”. 

El 2 de febrero de 2016 y con motivo de la reapertura de Cazador, Diego Sepúlveda entregaba la siguiente reflexión en su cuenta de Facebook:
“Hace 8 años atrás, casi a esta misma hora, me subía al escenario del Cine Arte Alameda a leer un texto cortito que había escrito para celebrar la apertura de Cazador. No me acuerdo de todo lo que decía, pero sí de una parte: “Creo en lo que veo, pero más en lo que escucho”, en referencia a la generación de músicos que hoy están ganándose el espacio que siempre merecieron.
También recuerdo que hace pocas semanas atrás, lo primero me se me vino a la cabeza cuando se me ocurrió la posibilidad de reabrir el sello fue “¿Qué necesidad tiene la gente de un sello como CAZADOR hoy?”, cuando hay sellos jóvenes que tienen una visión mucho más actual y proactiva, y los pares del pasado están en otro estrato, más consolidados y fuertes que hace 4 años atrás. La respuesta fue sencilla: Ninguna. Y aunque suene extraño fue muy revelador, porque me quitó un peso de encima darme cuenta que basta con que queramos traer nuestra música a esta fiesta y compartirla con los demás. De ahora en adelante eso haremos"
El 28 de julio del mismo año Cazador anunció la publicación de ¿Quién te apura? Una canción inédita de la banda La Reina Morsa la cual es un descarte de Hijos del Hombre (2012) acto seguido, el 5 de octubre Cazador da a conocer “Mejor que no” single debut de Centella, una nueva y promisoria banda que se une al ya anunciado catálogo del sello.
El 1 de diciembre de 2016 se lanza el EP de Círculo Polar “Como un patio lleno de flores” el cual tiene la particularidad de ser completamente acústico. El año 2016 se cierra para Cazador con el estreno del video de Centella para la canción “Mejor que no” el cual se publica a través de Youtube el 25 de diciembre, mismo día del fallecimiento del cantante George Michael.
El año 2017 comienza con estreno, el 31 de enero y coincidiendo con el noveno aniversario del sello se lanza el sencillo de Martina Lluvias "Hombre del Espacio" producido por el mítico productor Jack Endino (Nirvana, Soundgarden, Mudhoney,etc.).
El 29 de marzo y previo a su participación en el Festival Lollapalooza Chile, Tus Amigos Nuevos estrenan el vídeo "Delfín" dirigido por Chini Ayarza y extraído de su disco Triunfo Moral. Días más tarde, la banda Los Bárbara Blade se integran al catálogo del sello.

## Bandas

### Primera Generación
Fother Muckers
Dënver
Protistas
Los Mil Jinetes
Adrianigual
La Reina Morsa
Usuales
TV Gamma
Tío Lucho
Los Sudacas
Goli Gaete

### Segunda Generación
Tus Amigos Nuevos
Bronko Yotte
Círculo Polar
Centella
Martina Lluvias
Dolorio & los Tunantes
Los Bárbara Blade
Yaima Cat